# Serveur de fichiers

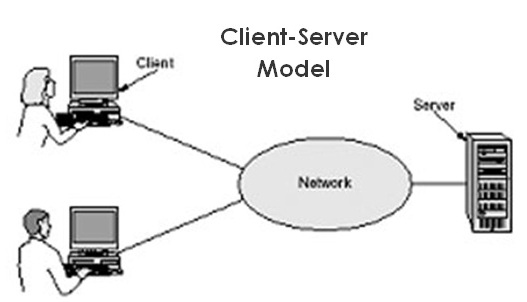
Deux utilisateurs accédant à un serveur de fichiers

Un serveur de fichiers permet de partager des données à travers un réseau. Le terme désigne souvent l'ordinateur (serveur) hébergeant le service applicatif. Il possède généralement une grande quantité d'espace disque où sont déposés des fichiers. Les utilisateurs peuvent ensuite les récupérer au moyen d'un protocole de partage de fichier.
On utilise généralement l'un des cinq protocoles suivants :
- FTP (File Transfer Protocol) ;
- SMB (Server Message Block) sur un réseau local ;
- CIFS (Common Internet File System) ;
- NFS (Network File System) ;
- NCP (Netware Core Protocol).

Le choix du protocole dépend principalement de la méthode d'accès des utilisateurs. CIFS est utilisé par les systèmes d'exploitation Microsoft Windows, NFS est répandu dans le milieu UNIX. Toutefois des implémentations de ces protocoles sont disponibles pour tout type de système. Ces deux protocoles permettent d'établir des liaisons permanentes entre le client et le serveur.
FTP est utilisé pour des connexions ponctuelles lorsque le client n'a pas besoin d'être connecté en permanence au serveur de fichier.

## Lecteur réseau
L'espace de stockage s'appelle un lecteur réseau.
Sous Windows, l'utilisateur peut le connecter à partir de l'icône poste de travail, avec la commande "connecter un lecteur réseau". La syntaxe de montage est du type : \\Nom du serveur\nom du lecteur réseau (dossier partagé). À chaque lecteur réseau monté est attribuée une lettre. Il devient alors disponible dans le poste de travail, au même titre que les disques locaux (généralement C:).
Dans les systèmes UNIX, les lecteurs réseau sont montés directement dans l'arborescence existante, généralement dans le répertoire /mnt/ ou /home/user/mnt/ (/Volumes pour macOS).

## Avantages
Si le serveur met en œuvre un protocole de sécurisation des données de type RAID ou de sauvegarde régulière par un système d'archivage sur d'autres supports, les données peuvent être davantage à l'abri d'une destruction que lorsque le disque dur d'un ordinateur local devient défectueux. En outre, le coût est relativement faible.
Dans le milieu professionnel, il peut exister un lecteur réseau commun à toute l'entreprise, un autre spécifique à un service ou un projet, et un « privé » où seul l'utilisateur peut se connecter.

## Inconvénients
Si le serveur ou le réseau est en panne, les utilisateurs ne peuvent pas accéder à leurs données pour travailler. Le serveur de fichiers nécessite une administration centralisée pour gérer par exemple les quotas d'espace disque, la gestion des droits utilisateurs et la sécurité d'accès, ainsi que le paramétrage et la mise à jour de l'antivirus.

## Interopérabilité
L'un des problèmes d'interopérabilité qui peut généralement se poser porte sur l'encodage des noms de fichier.
Ce problème d'interopérabilité tend à être traité par le déploiement des encodages Unicode.